# Мяньчжун
Мяньчжун (кит. трад. 緬中, упр. 缅中, пиньинь Miǎnzhōng, буквально: «в центре Мьянмы») — административная единица, созданная монгольской империей Юань на территории завоёванного Паганского царства.

## История
В 1287 году монгольский наместник провинции Юньнань на свой страх и риск начал боевые действия против Паганского царства. Они увенчались успехом, столица царства была уничтожена, а правитель Наратихапате бежал и вскоре погиб. На захваченной территории монголами была создана административная единица Мяньчжун. В 1289 году она была преобразована в зависимое от империи Юань государство, на трон которого был посажен вассальный правитель Чосва — отпрыск паганской династии. Был установлен размер ежегодной дани империи Юань.
К этому времени от Паганского царства осталась лишь небольшая территория, доходившая до реки Чаусхе на западе и до Прома (Пьи) на юге; остальные земли Центральной и Северной Мьянмы представляли собой конгломерат государственных структур шанов. Признаваемые монгольскими властями Пекина цари Пагана, правившие в Мяньчжуне, не обладали в Мьянме никакой реальной властью. После того, как монгольское правление в Китае рухнуло, Мяньчжун был захвачен государством Ава.

## Правители
- Чосва (1289—1298)
- Сохни (1298—1325)
- Узана (1325—1369)